# The Herbaliser
The Herbaliser es una banda musical de Jazz / hip-hop formada por Ollie Teeba y Jake Wherry en Inglaterra al comienzo de la década de 1990s. Actualmente es uno de los grupos más afamados y exitosos del sello independiente Ninja Tune.
Han publicado 8 LP, que incluyen 2 remixes para DJ: uno para Ninja Tune's Solid Steel series y el otro - publicado en febrero de 2006 - para Fabric's Live Mix series.

## Estilo musical
El dúo formado por Jake Wherry y Ollie Teeba ha evolucionado bastante en sus 15 años de historia. Primero, hacían beats instrumentales, breaks y samples. Después añadieron rapperos como vocalistas colaboradores. Más tarde, ya como favoritos de muchos festivales de música, su formación creció hasta ser una mini-orquesta con abundantes arreglos y adaptaciones musicales para la ocasión.
El eclecticismo estilístico es la base fundamental del grupo. Su último álbum, Same As It Never Was builds, se fundamenta en las raíces del hip-hop de la banda, mezclándolo con jazz, funk, R&B, pop e incluso influencias de bandas sonoras de películas. El jazz instrumental de John Barry, David Axelrod y Quincy Jones también ha marcado al grupo.

## Miembros de grupo[3]
- Jack Wherry (bajo)
- Dj Ollie Teeba (metal)
- Mickey Moody (batería)
- Chris Bowden (saxo alto)
- Matt Coleman (trombón)
- Patrick Dawes (percusión)
- Andy Ross (flauta, saxo tenor y barítono)
- Kaidi Tatham (teclados)
- Ralph Lamb (trompeta)

## Colaboraciones
En las canciones del grupo han participado muchos vocalista de músicos invitados, como Jean Grae, Roots Manuva, MF Doom, Seaming To, Rakaa-Iriscience, Blade, Phi Life Cypher, Bahamadia y Dream Warriors. En su destacado álbum Blow your headphones, de 1997, participó la afamada rapera Jean Grae, conocida como What? What?.
En el año 2000 colaboran en una remezcla con el grupo español de Hip Hop Instrumental Hippaly, el tema se llama "A Dreamer`s Dream" publicado por Superego.
Ollie Teeba ha grabado también con Jonny Cuba de Dynamic Syncopation, en la banda llamada The Process.

## Discografía[4]

### Álbumes
- Remedies (1995)
- Blow Your Headphones (1997)
- Very Mercenary (1999)
- Session One (2000) (instrumental en directo bajo el nombre The Herbaliser Band)
- Something Wicked this Way Comes (2002)
- Solid Steel Presents Herbal Blend (2003)
- Take London (2005)
- Fabric Live 2] (2006)
- Same As It Never Was (2008)
- Session Two" (2009)(Recorded 9th-11th March 2009 by The Easy Access Orchestra at Unit L Studios)
- There Were Seven (2012, Department H.)
- Bring Out The Sound (2018)

### EP
- The Real Killer/Blow It EP (1995)
- Repetive Loop/Scratchy Noise EP (1995)
- The Flawed Hip-Hop EP (1996)
- New & Improved/Control Centre (1997)
- The Blend EP (1997)
- Wall Crawling Giant Insect Breaks EP (1998)
- Road Of Many Signs/Moon Sequence EP (1999)
- Missing Suitcase EP (1999)
- 8 Point Agenda/Who's Really The Reallest? EP (1999)
- Good Girl Gone Bad EP (1999)
- Time 2 Build EP (1999)

## Artistas y grupos similares[5]
- The Cinematic Orchestra
- Mr. Scruff
- Xploding Plastix
- Kid Koala
- DJ Vadim
- Hippaly